# The Judds
The Judds va ser un duo estatunidenc de música country, format per Naomi Judd (nascuda el 1946) i la seva filla, Wynonna Judd (nascuda el 1964). Van signar amb RCA Records el 1983 i van publicar sis àlbums d'estudi des de llavors i fins al 1991. The Judds va ser un dels grups més reeixits de la història de la música country, i van guanyar cinc premis Grammy a la millor actuació de country d'un duo o grup amb vocalista i vuit premis de la Country Music Association. També van tenir 25 senzills a les llistes de country entre 1983 i 2000, dels quals 14 van arribar al número 1.
Després de vuit anys d'èxit com a duo, The Judds van deixar d'actuar el 1991 després que a Naomi se li diagnostiqués una hepatitis C. Poc després, Wynonna va iniciar una carrera en solitari també molt exitosa. Totes dues s'han reunit ocasionalment per a gires especials, la més llarga de les quals va començar a finals de 2010. La darrera actuació conjunta va ser l'octubre del 2017, quan van aparéixer en un concert de Kenny Rogers a Nashville i on hi van participar diversos amics d'aquest.
L'abril de 2011, The Judds van protagonitzar la seva primera sèrie de telerealitat documental, The Judds, al canal OWN (Oprah Winfrey Network); la sèrie les va seguir en la seva última gira de concerts, i va explorar la seva relació mare-filla.

## Inicis
Naomi Judd (nascuda Diana Ellen Judd) tocava el piano a la seva església local. Als 17 anys es va casar amb Michael Ciminella, amb qui va tenir a Christina Ciminella (posteriorment Wynonna Judd); però el 1968 Diana i la seva filla es van traslladar a Los Angeles, on van subsistir amb prestacions socials després que ella i Michael es divorciéssin el 1972. Diana i Christina van tornar a Tennessee el 1979; aleshores la primera es va canviar de nom a Naomi, i va començar a estudiar per ser infermera i a fer música amb la seva filla, que cantava i tocava la guitarra.
Naomi era una obstinada promotora de la seva actuació musical, i el 1983 va convèncer un productor discogràfic (la filla del qual havia cuidat com a infermera) per escoltar-les actuar. El productor va quedar "encantat", i finalment el duo va signat per RCA i Curb.

## Discografia

### Àlbums d'estudi
- 1984: Why Not Me (RCA Records/Curb Records)
- 1985: Rockin' with the Rhythm (RCA/Curb)
- 1987: Heartland (RCA/Curb)
- 1987: Christmas Time with the Judds (RCA/Curb)
- 1989: River of Time (RCA/Curb)
- 1990: Love Can Build a Bridge (RCA/Curb)

### Àlbums recopilatoris
- 1988: Greatest Hits (RCA/Curb)
- 1990: The Collectors Series (RCA/Curb)
- 1991: Greatest Hits Volume Two (RCA/Curb)
- 1992: From the Heart: 15 Career Classics (BMG Music Canada)
- 1992: The Judds Collection 1983-1990 (RCA/Curb)
- 1993: Talk About Love (RCA/Curb)
- 1993: This Country's Rockin' (RCA/Curb)
- 1994: Christmas with The Judds and Alabama (RCA), amb Alabama
- 1994: Reflections (RCA/Curb)
- 1994: The Judds: Number One Hits (RCA/Curb)
- 1995: The Essential Judds (RCA/Curb)
- 1996: Spiritual Reflections (Curb)
- 2008: Greatest Hits: Limited Edition (Curb)
- 2011: I Will Stand by You: The Essential Collection (Curb)
- 2017: All-Time Greatest Hits (Curb)
- 2018: The Biggest Hits of The Judds (Curb)

### Àlbums en viu
- 1994: Live Studio Sessions (RCA/Curb)
- 1995: The Judds in Concert (RCA/Curb)
- 2000: Reunion Live (Mercury/Curb)

### EPs
- 1983: Wynonna & Naomi (RCA/Curb)
- 2000: Big Bang Boogie (Mercury/Curb)

## Premis
Academy of Country Music
- 1984: Top Vocal Duo
- 1985: Top Vocal Duo
- 1986: Top Vocal Duo
- 1987: Top Vocal Duo
- 1988: Top Vocal Duo
- 1989: Top Vocal Duo
- 1990: Top Vocal Duo
- 2013: Cliffie Stone Pioneer Award

Country Music Association
- 1984: Horizon Award
- 1985: Senzill de l'any ("Why Not Me")
- 1985: Grup vocal de l'any
- 1986: Grup vocal de l'any
- 1987: Grup vocal de l'any
- 1988: Duo vocal de l'any
- 1989: Duo vocal de l'any
- 1990: Duo vocal de l'any
- 1991: Duo vocal de l'any

Premis Grammy
- 1985: Millor actuació de country d'un duo o grup amb vocalista ("Mama He's Crazy")
- 1986: Millor actuació de country d'un duo o grup amb vocalista ("Why Not Me")
- 1987: Millor actuació de country d'un duo o grup amb vocalista ("Grandpa (Tell Me 'Bout the Good Old Days)")
- 1989: Millor actuació de country d'un duo o grup amb vocalista ("Give A Little Love")
- 1992: Millor actuació de country d'un duo o grup amb vocalista ("Love Can Build A Bridge")

Nominacions
- 1985: Grammy al millor nou artista